# Третья лига ПФЛ
Третья лига (Третья лига ПФЛ, Третья лига Первенства России) — четвёртый по силе дивизион профессионального российского футбола, существовавший в 1994—1997 годах.
После сезона-1997 право на вхождение в состав второго дивизиона ПФЛ получили команды, удовлетворяющие требованиям Лиги независимо от показанного результата в 1997 году, остальные потеряли профессиональный статус.
Третья лига состояла из шести зон (в 1997 — из пяти), образованных по территориальному принципу (без включения территорий Сибири и Дальнего Востока). В этой лиге также выступали дублирующие составы клубов из более высоких лиг, эти команды не имели права на выход из третьей лиги.
В данной лиге сибирские и дальневосточные команды не участвовали, команды второй лиги из Сибири и Дальнего Востока в третью лигу не вылетали.
Более одного комплекта наград за 4 сезона смогли завоевать только 5 команд: «Динамо»-д (Москва) и «Зенит» (Пенза) — по 2 золота, «Спартак»-д (Москва) — золото и серебро, «Содовик» (Стерлитамак) — золото и бронза, «Динамо» (Пермь) — серебро и бронза.

## Победители
| Сезон | Победитель | Клубы, также прошедшие во Вторую лигу |
| ----- | --- | --- |
| 1994  | Автозапчасть (Баксан) (1-я зона) Волгарь (Астрахань) (2-я зона) Спартак-д (Москва), не вышел во 2-ю лигу (3-я зона) Кристалл (Смоленск) (4-я зона) СКД (Самара) (5-я зона) Сибирь (Курган) (6-я зона)          | Энергия (Пятигорск) (1-я зона) СКА (Ростов-на-Дону) (2-я зона) Сатурн (Раменское), Спартак (Щёлково) (3-я зона) Гатчина (4-я зона) Торпедо (Павлово) (5-я зона) Зенит (Ижевск) (6-я зона) |
| 1995  | Олимп (Кисловодск) (1-я зона) Авангард (Курск) (2-я зона) Дон (Новомосковск) (3-я зона) Турбостроитель (Калуга) (4-я зона) Зенит (Пенза) (5-я зона) Энергия (Чайковский) (6-я зона)                            | Ангушт (Малгобек), Торпедо (Армавир) (1-я зона) Локомотив (Лиски), Волгодонск (2-я зона) Космос (Долгопрудный), Московский-Селятино (Селятино) (3-я зона) Динамо (Санкт-Петербург) (4-я зона) Заводчанин (Саратов) (5-я зона) Амкар (Пермь) (6-я зона) |
| 1996  | Спартак (Анапа) (1-я зона) Салют-Юкос (Белгород) (2-я зона) Динамо-д (Москва), не вышел во 2-ю лигу (3-я зона) Орехово (Орехово-Зуево) (4-я зона) Спартак (Тамбов) (5-я зона) Содовик (Стерлитамак) (6-я зона) | Венец (Гулькевичи) (1-я зона) Динамо-Жемчужина-2 (Сочи) (2-я зона) Мосэнерго (Москва), Автомобилист (Ногинск) (3-я зона) Волга (Тверь), Орёл (4-я зона) Волга (Ульяновск) (5-я зона) — |
| 1997  | Локомотив (Минеральные Воды) (1-я зона) Кубань (Славянск-на-Кубани) (2-я зона) Динамо-д (Москва) (3-я зона) Металлург (Выкса) (не вышел во 2-ю лигу) (4-я зона) Зенит (Пенза) (5-я зона)                       | Моздок, Торпедо (Георгиевск), Нарт (Нарткала), Иристон (Владикавказ), Нарт (Черкесск), Алания-д (Владикавказ), Динамо-Имамат (Махачкала), Бештау (Лермонтов) (1-я зона) Ростсельмаш-д (Ростов-на-Дону), Шахтёр (Шахты), Ротор-д (Волгоград), Салют (Саратов), Жемчужина-д (Сочи) (2-я зона) Химки, Торпедо-ЗИЛ (Москва), Космос (Долгопрудный), Спартак-д (Москва), Титан (Реутов), ЦСКА-д (Москва), Спортакадемклуб (Москва), Коломна, Спартак (Луховицы), Монолит (Москва), Торгмаш (Люберцы), Асмарал (Москва), Торпедо-Лужники-д (Москва), Локомотив-д (Москва), Фабус (Бронницы) (3-я зона) Энергетик (Урень), Торпедо (Владимир), Торпедо-Виктория (Нижний Новгород), Спартак (Брянск), Строитель (Моршанск), Луч (Тула), Локомотив (Калуга), Энергия (Великие Луки), Волочанин (Вышний Волочёк), Зенит-д (Санкт-Петербург), Машиностроитель (Псков), Динамо (Брянск), Нефтяник (Ярославль), Спартак (Кострома), Химик (Дзержинск) (4-я зона) Динамо (Пермь), Зенит (Челябинск), Нефтяник (Похвистнево), Уралец (Нижний Тагил), Биохимик-Мордовия (Саранск), Энергия (Ульяновск), Газовик (Оренбург), Трубник (Каменск-Уральский), Искра (Энгельс), Прогресс (Зеленодольск), Дружба (Йошкар-Ола), Волга (Балаково) (5-я зона) |